# Sidarta (Rapper)
Sidarta (bürgerlich Panos; geboren 2001 in Athen) ist ein griechischer Rapper, Sänger und Songwriter.

## Leben und Karriere
Sidarta wuchs im Athener Stadtteil Zografos auf und stammt ursprünglich aus der Region Peloponnes. Er hat zwei Schwestern. Bereits früh kam er mit Musik in Berührung und lernte zunächst Gitarre, bevor er sich im Teenageralter dem Hip-Hop zuwandte.
Sein Künstlername „Sidarta“ ist inspiriert von Hermann Hesses Roman Siddhartha.
Er arbeitete zunächst als Tontechniker, bis ihn das Label OffBeat unter Vertrag nahm.
Seinen Durchbruch schaffte er Anfang der 2020er-Jahre mit seinem Debütalbum Ipizme (2022).
2024 trat er beim Release Athens X SNF Nostos Festival auf und teilte sich die Bühne mit internationalen Stars wie Central Cee.
Am 8. Mai 2025 veröffentlichte Sidarta sein zweites Studioalbum Mais. Laut eigenen Angaben handelt es sich dabei um den zweiten Teil einer geplanten Trilogie, deren erster Teil das Album Ipizme war.
In einem persönlichen Statement erklärte Sidarta, dass es ihm mit diesem Projekt darum ging, sich ohne Einschränkungen auszudrücken und die Grenze zwischen Seele und Text aufzulösen. Das Album sei während eines schmerzhaften und stressreichen kreativen Prozesses entstanden, dessen Ursprung im Sommer 2023 liege. Inspiriert wurde es unter anderem von einem Schlaflied, das seine Mutter ihm als Kind gesungen habe – das gleichnamige Stück Μάη μου ("Mein Mai"). Zentrale Themen des Albums sind Kindheitserinnerungen, das sogenannte Schmetterlingseffekt-Phänomen sowie der innere Drang, durch Musik das Unsagbare auszudrücken.
Sidarta lebt weiterhin in Athen. Er bleibt seiner Herkunft aus Zografos verbunden und betont in Interviews, dass Bodenständigkeit und künstlerische Authentizität für ihn entscheidend sind. Trotz wachsender Popularität versucht er bewusst, nicht zum „Mentanos“ (griechisch für „Dauergast in der Öffentlichkeit“) zu werden, sondern sich auf seine musikalische Entwicklung zu konzentrieren.

## Musikstil
Seine Musik ist eine Kombination moderner Trap- und Hip-Hop-Elemente mit traditionellen griechischen Einflüssen. Seine Texte behandeln Themen wie Liebe, persönliche Entwicklung, gesellschaftliche Herausforderungen und die Suche nach Identität.

## Diskografie

### Alben
- 2022: Ipizme
- 2025: Mais

### Singles
- 2022: 925 (mit Saske, GR: Gold)[7]
- 2022: Gia na (mit ObieDaz & Pala Tranx, GR: Platin)[8]
- 2022: Mediterranean (GR: Diamant)[9]
- 2022: Akomi (mit Beyond, GR: Diamant)[10]
- 2022: Adrenalina (mit Beyond, GR: Diamant)[11]
- 2022: Erimo (GR: Diamant)[9]
- 2023: Psema (mit Beyond, GR: ×3Dreifachplatin )[8]
- 2023: Katostari (mit Sigma)
- 2023: Mystika (mit Beyond, GR: ×3Dreifachplatin )[12]
- 2023: Ena vradi (mit Saske & Ramoon, GR: ×3Dreifachplatin )[13]
- 2023: Papagou (GR: Diamant)[14]
- 2023: Bella (GR: ×3Dreifachplatin )[15]
- 2023: Maya (mit Sigma, GR: Platin)[9]
- 2023: Spiti (mit Yll Limani, GR: Gold)[16]
- 2024: Xrono (mit Beyond, GR: Platin)[17]
- 2024: Xiliometra (mit Sake & Beyond, GR: Platin)[17]
- 2024: Mbappe (mit Light & Sin Laurent, GR: Diamant)[18]
- 2024: Esy (mit Rack, Sin Laurent & Oge, GR: ×2Doppelplatin )[19]

### Weitere Lieder
- 2022: Palmous (mit Toquel & Beyond, GR: Diamant)[20]
- 2022: Kardia mou (mit Mente Fuerte & Evan Spikes, GR: Platin)[21]
- 2022: Mon amie (GR: ×2Doppelplatin )[22]
- 2022: Benz (GR: Platin)[23]
- 2022: El doctor (GR: Gold)[24]